# Fritz Hesse (Politiker, 1881)

Fritz Hesse

Fritz Hesse (* 13. Februar 1881 in Dessau; † 30. April 1973 in Bad Neuenahr) war liberaler deutscher Politiker (DDP, LDPD), Rechtsanwalt und Oberbürgermeister in Dessau.

## Leben
Nach dem Abitur in Dessau studierte Fritz Hesse, der evangelischen Glaubens war, Jura in Jena, Berlin und Halle/Saale. Er ließ sich 1907 in Dessau als Rechtsanwalt nieder. Im selben Jahr heiratete er Lucie Boelcke, die Schwester des Jagdfliegers Oswald Boelcke. Aus dieser Ehe gingen zwei Kinder (Gerhard und Wolfgang) hervor.

### Bürgermeister und Rechtsanwalt
Hesse war seit 1918 Bürgermeister von Dessau (siehe unter Öffentliche Ämter). Nach seiner Amtsenthebung im März 1933 verließ Fritz Hesse Dessau und eröffnete in Berlin wieder eine Rechtsanwaltskanzlei. Später führte er einen Betrieb seines Schwagers in der Mark Brandenburg und siedelte nach Wandlitz bei Berlin um. Für einige Wochen war er nach Ende des Zweiten Weltkrieges als Wandlitzer Bürgermeister eingesetzt, bis er nach Dessau zurückkehrte, wo er im Juli 1945 wieder sein Amt als Oberbürgermeister übernahm (bis zum November 1946). Ab Juli 1947 war er in Dessau als Rechtsanwalt tätig. Durch diese Tätigkeit machte er sich bei den damaligen Machthabern unbeliebt. Nachdem er am 10. Februar 1950 in einem Schauprozess die Angeklagten unerschrocken verteidigt und gefordert hatte, deren Rechte zu wahren, wurde er gewarnt, dass Fritz Lange, der Vorsitzende der Zentralen Kommission für Staatliche Kontrolle, der sich über den Prozessverlauf hatte berichten lassen, beabsichtigte, ihn verhaften zu lassen. Am 14. Februar 1950 floh er nach West-Berlin. Auch dort arbeitete er als Anwalt. Später zog er nach München.

### Partei
In der Weimarer Republik gehörte Hesse der DDP an. Nach 1945 beteiligte er sich an der Gründung der LDPD.

### Abgeordneter
Fritz Hesse wurde bei der Wahl 1910 Stadtverordneter in seiner Heimatstadt Dessau.
Als Mitglied der Weimarer Nationalversammlung 1919/1920 war Fritz Hesse einer der „Väter“ der Weimarer Verfassung. Von 1918 bis 1928 war er Abgeordneter im Landtag des Freistaates Anhalt. Bei den Landtagswahlen 1946 wurde er in den Landtag von Sachsen-Anhalt gewählt, er übte sein Landtagsmandat bis 1948 aus.

### Öffentliche Ämter
1918 wurde Hesse zum Bürgermeister von Dessau gewählt und trat sein Amt am 16. Februar 1918 an. Während seiner Amtszeit förderte er insbesondere den Wohnungsbau durch die Erschließung von preiswertem Bauland. 1925 gelang es ihm, das von der Schließung bedrohte Bauhaus von Weimar nach Dessau zu holen. Während seiner Amtszeit arbeitete Fritz Hesse zudem einige Jahre im Vorstand des Deutschen Städtetages mit. Außerdem amtierte er vom 14. November 1918 bis zum 22. Juli 1919 als Staatsrat in der von Ministerpräsident Wolfgang Heine geführten Regierung des Landes Anhalt.
Schon 1932 hatten die Nationalsozialisten die anhaltische Regierung übernehmen können. Dadurch verstärkte sich der Druck auf das Bauhaus und auch auf Fritz Hesse. Nach der Machtergreifung der NSDAP wurde er am 6. März 1933 aus dem Amt getrieben, kommissarisch durch Emil Evers und wenig später durch Hanns Sander ersetzt.
Am 2. Juli 1945 setzte die amerikanische Militärverwaltung Hesse wieder als Oberbürgermeister von Dessau ein, unmittelbar bevor die US Army gemäß dem Zonenprotokoll der Europäischen Beratenden Kommission abrückte und Dessau der Roten Armee überließ. Oberst Romanjuk, der Stadtkommandant der sowjetischen Besatzungsmacht, bestätigte am 5. Juli 1945 Hesse im Amt des Oberbürgermeisters. Zugleich war er 2. Vizepräsident der Bezirksverwaltung Dessau der Provinz Sachsen. Nach der Kommunalwahl am 8. September 1946, bei der die SED in Dessau 52 % der Stimmen gewonnen hatte, endete am 15. November 1946 seine Amtszeit als Oberbürgermeister. Sein Amt übernahm Karl Adolphs (SED). Die Bezirksverwaltung Dessau wurde zum 30. Juni 1947 aufgelöst. Somit war Hesse frei, tags darauf seine Rechtsanwaltskanzlei wieder zu eröffnen.

## Ehrungen
Fritz Hesse erhielt 1956 das Bundesverdienstkreuz 1. Klasse.
Die Stadt Dessau würdigte Hesse nach der Wende durch die Benennung einer Straße und die Stiftung der Fritz-Hesse-Medaille als Auszeichnung für verdienstvolle Bürger.

## Veröffentlichungen
- Erinnerungen an Dessau. Bd. 1: Von der Residenz- zur Bauhausstadt. Bd. 2: Aus den Jahren 1925 bis 1950. Selbstverlag, München 1965.